# Essai d'une nouvelle agrostographie

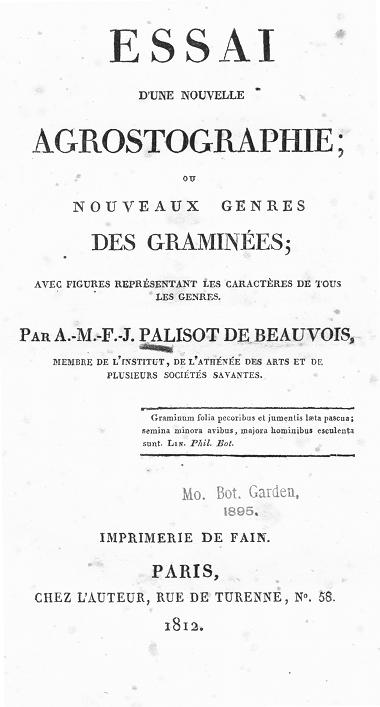
Page de couverture.

Essai d'une nouvelle agrostographie, (abrégé en Ess. Agrostogr.), est un ouvrage illustré avec des descriptions botaniques publié par le naturaliste et botaniste français, Ambroise Marie François Joseph Palisot de Beauvois. Il fut publié  à Paris en 1812, sous le titre de Essai d'une Nouvelle Agrostographie ; ou Nouveaux Genres des Graminées; Avec Figures Représentant les Caractéres de tous le Genres. Imprimerie de Fain.
Comme son titre l'indique, il est consacré à l'agrostologie, ou graminologie, discipline de la botanique qui a pour objet l'étude des plantes de la famille des Graminées (Poaceae).